# Alajaure (naturreservat)
Alajaure är ett naturreservat och Natura 2000-område i Kiruna kommun som omfattar ett område kring sjön Alajávri.
Naturreservatet inrättades 1980.